# Kristina Reztsova
Kristina Leonídovna Reztsova –en ruso, Кристина Леонидовна Резцова– (Moscú, 27 de abril de 1996) es una deportista rusa que compite en biatlón.
Participó en los Juegos Olímpicos de Pekín 2022, obteniendo dos medallas, plata en el relevo y bronce en el relevo mixto.
Ganó dos medallas de plata en el Campeonato Europeo de Biatlón de 2020, en las pruebas de persecución y relevo mixto.

## Palmarés internacional
| Juegos Olímpicos   | Juegos Olímpicos             | Juegos Olímpicos  | Juegos Olímpicos |
| Año                | Lugar                        | Medalla           | Prueba           |
| ------------------ | ---------------------------- | ----------------- | ---------------- |
| 2022               | Pekín (China)                | Medalla de plata  | Relevo           |
| 2022               | Pekín (China)                | Medalla de bronce | Relevo mixto     |
| Campeonato Europeo |                              |                   |                  |
| Año                | Lugar                        | Medalla           | Prueba           |
| 2020               | Minsk-Raubichi (Bielorrusia) | Medalla de plata  | Persecución      |
| 2020               | Minsk-Raubichi (Bielorrusia) | Medalla de plata  | Relevo mixto     |